# De la Concorde (metrostation)
De la Concorde is een metrostation in het stadsdeel Laval-des-Rapides van de Canadese gemeente Laval. Het station werd geopend op 28 april 2007 en wordt bediend door de oranje lijn van de metro van Montréal.